# Arroyo Ñancay
Arroyo Ñancay är ett periodiskt vattendrag i Argentina.   Det ligger i provinsen Entre Ríos, i den centrala delen av landet, 110 kilometer norr om huvudstaden Buenos Aires.
Området kring Arroyo Ñancay är glesbefolkat, med 9 invånare per kvadratkilometer.